# Левік Вільгельм Веніамінович
Вільгельм Веніамінович Левік (13 січня 1907, Київ — 16 вересня 1982, Москва) — російський поет-перекладач, літературознавець, художник. Переклав твори Шекспіра, Байрона, Бодлера, Гете, Шиллера, Гейне, Лафонтена, Міцкевича, Ронсара, Дю Белле, Камоенса, Петрарки, Готьє, Ленау та інших. Написав низку теоретичних праць, присвячених проблемам художнього перекладу та творчості великих європейських поетів.

## Біографія
Народився у Києві у родині Веніаміна Ісаковича Левіка, члена ревізійної комісії 2-го Єврейського позичково-ощадного товариства.
З 1921 року протягом двох років відвідував вільну художню студію. 1924 року з родиною переїхав до Москви, де вступив до ВХУТЕМАС (рос. Высшие художественно-технические мастерские), які закінчив 1930 року з дипломом художника.
Перший завершений переклад з Генріха Гейне («Зазвучали всі дерева…») Левік виконав ще в шістнадцятирічному віці, а 1938 року була видана перша велика робота — переклад поеми Гейне «Німеччина. Зимова казка». На початок 1940-х років Левіка вже заслужено називали видатним поетом-перекладачем.
Через шістдесят років це визнавали та підтверджували навіть найсуворіші критики: «Левік був майстром… Перекладав блискуче… Лірику прекрасно перекладав теж» (Віктор Топоров). 1947 року Вільгельм Веніамінович опублікував книгу своїх перекладів з П'єра де Ронсара. Ця робота, виконана Левіком у важких фронтових умовах, вважається одним з його найвищих літературних досягнень.
Вільгельм Левік був членом Спілки письменників та Спілки художників СРСР.
Похований на Введенському кладовищі у Москві.

## Вибрані публікації
- Из европейских поэтов XVI—XIX вв. (1956)
- Из европейских поэтов (1967)
- Волшебный лес (1974)
- Избранные переводы. В двух томах (1977) том 1 [Архівовано 4 травня 2013 у Wayback Machine.]
- Избранные переводы. В двух томах. (2007).

## Адреси у Києві
- Кузнечна (тепер Антоновича), 10 (до 1909)
- Кузнечна (тепер Антоновича), 37 (1910—1911)
- Жилянська, 31 (1912—1913)
- Маріїнсько-Благовіщенська (тепер Саксаганського), 22 (з 1914).